# Valerie Hernandez
Valerie Hernandez, née le 19 juillet 1993 à San Juan, est une modèle porto-ricaine.
Elle est couronnée Miss International 2014.

## Biographie
En 2012, elle remporte le concours de beauté junior de Miss Teen International 2012.